# 1-Pentylamin
1-Pentylamin ist eine chemische Verbindung aus der Gruppe der aliphatischen Amine. Es ist ein primäres Amin.

## Gewinnung und Darstellung
1-Pentylamin kann durch reduktive Aminierung von Pentanal mit Ammoniak und Wasserstoff als Reduktionsmittel in Gegenwart eines Nickel-Katalysators gewonnen werden.

## Eigenschaften
1-Pentylamin ist eine flüchtige, leicht entzündbare, farblose Flüssigkeit mit aminartigem Geruch, die mischbar mit Wasser ist. Sie hat bei 20 °C eine dynamische Viskosität von 1,2 mPa·s.

## Verwendung
1-Pentylamin ist enthalten in Gummichemikalien, Insektiziden, Tensiden, Flotationsmitteln, Lösungsmitteln und Pharmazeutika.

## Sicherheitshinweise
Die Dämpfe von 1-Pentylamin bilden mit Luft ein explosionsfähiges Gemisch (Flammpunkt 7 °C, Zündtemperatur 305 °C).